# Donji Štrbci
Donji Štrbci is een plaats in de gemeente Donji Lapac in de Kroatische provincie Lika-Senj. De plaats telt 25 inwoners (2001).